# Televizija
Televizíja (tudi televízija) (z znano kratico TV) je tehnologija prenosa negibnih ali gibajočih se slik in zvoka na daljavo. Tehnične zasnove so bile razvite že v 19. stoletju, praktično uporabne izvedbe pa so se pojavile okoli leta 1930. Na olimpiadi v Berlinu leta 1936 so že oddajali televizijski signal.
Televizija je tudi sopomenka za televizijski sprejemnik, napravo, ki oddaja televizijsko sliko, in ustanovo, ki se ukvarja s takšno dejavnostjo. Televizija je tudi krajše ime za televizijsko postajo.

## Zgodovina
Prva generacija televizorjev ni bila čisto elektronska, saj je imel ekran vgrajen motor in sistem vrtečih se plošč s spiralno razmeščenimi luknjicami, s katerimi so dobili sliko predmeta na zaslonu. Ta sistem je leta 1883 izumil Paul Nipkow, ki je s tem dal zamisel za dejansko prenašanje slike. Do udejanjenja je prišlo šele veliko let kasneje. To se je zgodilo leta 1926, ko je škotski izumitelj John Logie Baird izvedel prvi prikaz televizije na svetu, in pri tem uporabil Nipkowe plošče. Kasneje so jih opustili in namesto njih uporabili katodno cev, ki se je z napredkom tehnologije krajšala. Sistem elektromehanske televizije so najprej uvedli v ZDA leta 1928, nato leta 1929 v Združenem kraljestvu in Nemčiji, ter leta 1931 še v Franciji in Sovjetski zvezi.
Medtem, ko je televizija v zgodnjih petdesetih naglo osvajala svet, pa v Sloveniji in nekdanji Jugoslaviji še ni zaživela. V Sloveniji je prvič stekel redni preskusni program 11. oktobra 1958, ki ni več ugasnil. To je bilo razmeroma pozno, in sicer 20 let za britanskim prvim rednim televizijskim programom na svetu, 30 let zatem, ko se je na Slovenskem prvič oglasil radio in 160 let po izidu Vodnikovih Lublanskih novic. Od takrat, ko so imeli televizijski sprejemniki majhen zaslon in veliko dodatnih sestavnih delov, ki so bili spravljeni v velikih omaricah in so nekateri stali toliko kot majhen avto, pa do danes, ko imamo sprejemnike različnih izmer in cenovnih razredov, je minilo veliko časa. Medtem se je televizija razvila v enega najpomembnejših medijev in verodostojen vir novic, ki ima močan vpliv na javno mnenje in brez katerega si življenje kar težko predstavljamo. Prvič je javno predvajal televizijsko sliko v barvah program CBS v ZDA leta 1950.

### Nacionalne televizije
Televizije so bile v najzgodnejši obliki tržni medij najnovejših tehnologij. TV sprejemnik je bil izrazito prestižni izdelek v gospodinjstvu, a je hkrati zaradi višjega standarda imetnikov televizij postal kmalu izredno zanimiv tudi za oglaševanje. Najzgodnejši televizijski program je bil v lasti države, v nekaterih državah so zaradi tržnih potreb ustanovili konkurenčne televizije. Javna storitev informativnega programa je bila financirana od države, preostali del pa je bil financiran od oglasov. Največje nacionalne postaje so vzdrževale obširni program javnih vsebin in izobraževalnih oddaj, ostale vsebine so bile prepuščene komercialnim vsebinam.
Na področju Evrope se preko 60 let vzdržuje Evrovizija, sodelovanje televizij na področju Evrope, ki jo vodi Evropska radiodifuzna zveza, ki prav tako oskrbuje Euroradio. V Švici ustanovljena neprofitna ustanova European Broadcasting Union (EBU) je največja svetovna povezava javno medijskih ustanov. Služi 73 članicam iz 56 držav, ki vodijo preko 700 različnih televizijskih programov in onkraj 1000 radio programov. Pridružene članice segajo tako v Azijo, Afriko in obe Amerike.

## Danes
Danes vlogo televizije prevzema internet, kabelska televizija in druge tehnologije. TV je prehajala v digitalno obliko s pomočjo TV kartice in digitalizirane televizije. Prav tako je postala digitalizirana kamera, režija, obdelava, skratka celotna produkcija je vedno bolj povezana z računalnikom. Ob obstoju pametnih televizij, ki so vedno bolj povezane s spletom in plačljive produkcije, ki v nekaterih državah nadomešča celo kinodvorane (HBO, Starz, Showtime, Netflix), pa tudi tehnologije, ki omogočajo celo izogibanje oglasov in drugi variant oglaševanja, se vloga televizije spreminja v posredovanje razvedrilnih videoprodukcij in le posredno posredovanje novic, družbenoekonomskih vsebin in kulturnih produktov. Na področju Slovenije smo od leta 2007 uvedli digitalni signal pri radiodifuziji, kar ponudi gledalcu boljši signal, večji nabor frekvenc in različne storitve kot so HDTV.
Pomemben dejavnik spletnih videoprodukcij in streamline videov, ki postajajo sestavni sodobne izkušnje televizije je pornografija, ki zavzema ogromen del delujočega spleta. Prav tako pomemben del vdora nove tehnologije je prav tako prelivanje tehnologij. Snemanje s telefonskih aparatov, ogledovanje spletnih videov tako s spleta kot telefona dviguje interakcijo televizije s tehnologijo.
Televizija dviguje svojo uporabnost z gledljivostjo in lastno produkcijo. V Evropi so zelo različne oblike nacionalnih televizijskih hiš, ki se na zelo različne načine spopadajo z novimi tehnologijami. Tudi na področju Evrope obstaja Zveza komercialnih televizij v Evropi, ki obsega vse vrste tehnologij, pa tudi premislek o omejevanju in trženju videovsebin preko spleta.

## TV in RTV v Sloveniji
1. aprila 1949 ustanovijo prvi TV laboratorij v Ljubljani, leta 1957 je prvo televizijsko oddajanje.
1958 11. oktobra se začne redni eksperimentalni program iz TV studia Ljubljana, ki se ustali z 28. novembrom, ko postane program reden (skupni jugoslovanski program, delež TV Ljubljana je okoli 30%). TV-program oddajajo 5 dni v tednu. Prvi neposredni TV prenos iz Slovenije v Evrovizijo (smučarski poleti v Planici). 25. maja 1964 odprejo nov radijski dom v Kopru. Končana je gradnja sistema glavnih TV oddajnikov. Program je veliko bolj raznolik od začetnih oddaj, tudi oddaje so bolj raznolike, med vidnimi TV zvezdami je tudi prejšnja radio zvezda Fran Milčinski Ježek.
Leta 1966 se začne prvo televizijsko oddajanje v barvah, Dve leti kasneje, 15. aprila, se prikazuje prvi televizijski dnevnik v slovenščini. TV Slovenija ustanovi dopisništvo v Mariboru z lastnim TV-studiem, nato pa aprila 1971 še TV Koper - Capodistria, ki oddaja v barvah, kar leta 1972 velja za nekaj televizijskega programa. Ob večjih tehničnih priredbah in investicijah se od leta 1972 do 1978 izboljšuje tehnika, leta 1978  pa je na programu prvi TV-dnevnik v barvah. 7. maja 1984 začne TV Slovenija oddajati teletekst.
RTV Ljubljana se preimenuje v RTV Slovenija malo pred osamosvojitvijo leta 1990. Televizija preide na satelitsko omrežje v letu 1993. Med leti 1999 in 2000 se prične uvajati multimedijske vsebine na uradno spletno stran. Z osamosvojitvijo je javni zavod postal vedno bolj pod konkurenco zasebnih TV hiš, ki pa se ne odlikujejo z veliko lastne produkcije ob začetku dela. Zabave lačno občinstvo množičnega medija televizije tako v mnogih pogledih zanemari svoje potrebe po informiranosti in jo nadomesti z razvedrilnimi vsebinami. Po osamosvojitvi obstoji več zelo različnih novih televizij.